# Wladimir Petrowitsch Gorbunow
Wladimir Petrowitsch Gorbunow (russisch Владимир Петрович Горбунов; * 1903 im Dorf Spas-Schurawna, Rajon Saraisk; † 29. Juli 1945 im Iwankowoer Stausee) war ein russischer Luftfahrtingenieur.

## Leben
Gorbunow stammte aus einer Bauernfamilie. Er besuchte die Realschule Saraisk und wurde dann vom Komsomol nach Leningrad auf die Militärtechnik-Schule der Roten Luftflotte geschickt. Nach seiner Ausbildung war er Fluglehrer an der 2. Militärpilotenschule der Roten Luftflotte in Borissoglebsk. Er studierte dann am Moskauer Staatlichen Luftfahrtinstitut (MAI) mit Abschluss 1931.
Nach dem Studium arbeitete Gorbunow in Andrei Tupolews Konstruktionsbüro. Dort war er an der Erstellung der technischen Zeichnungen für die Tupolew TB-3, Tupolew R-6 und Tupolew SB-2 und deren Einführung in die Serienfertigung beteiligt. Er projektierte zusammen mit Wiktor Bolchowitinow die Bolchowitinow DB-A.
1937 wurde Gorbunow Chef der Flugzeugabteilung der 1. Hauptverwaltung des Volkskommissariats für Rüstungsindustrie der UdSSR. Nach der Gründung des Volkskommissariats für Luftfahrtindustrie (NKAP) wurde er im Januar 1939 dort Chef der Abteilung 4 der 1. Hauptverwaltung. Ende April 1939 schlug er mit seinen Mitarbeitern Semjon Lawotschkin und Michail Gudkow den Bau von Flugzeugen unter Verwendung des neuen Kunstharzpressholz-Verbundwerkstoffs Delta-Drewessina vor. Ende Mai 1939 wurde auf Anordnung des NKAP auf Basis der Fabrik Nr. 301 in Chimki das Experimental-Konstruktionsbüro OKB-301 unter der kollektiven Leitung von Gorbunow, Lawotschkin und Gudkow organisiert. Am 15. Juli 1939 wurde auf Anordnung des NKAP Gorbunow Chef des OKB-301. Am 29. August 1939 kam der Beschluss Nr. 243 des Rats der Volkskommissare der UdSSR zum Bau zweier Ganzholz-Jagdflugzeuge I-301. Am 1. September 1939 wurde Gorbunow auf Anordnung Nr. 249 des NKAP Arbeitsleiter für die I-301, die spätere LaGG-3. Die Entwicklung wurde von Gorbunow, Lawotschkin, Gudkow, J. B. Struzel, Semjon Alexejew und anderen durchgeführt. Am 10. Oktober 1940 ordnete das NKAP die Serienfertigung der LaGG-3 an. Gorbunow leitete die Arbeiten bis zum 14. Dezember 1940, als Gudkow vom NKAP zum Leiter des OKB-301 ernannt wurde.
Gorbunow wurde nun nach Taganrog in die Fabrik Nr. 31 geschickt, um als Hauptkonstrukteur und Chef des OKB-31 die beschleunigte LaGG-3-Fertigung zu organisieren. Am 3. Juli 1941 wurde das OKB-31 das Serienfertigung-Konstruktionsbüro SKB-31. Infolge des Deutsch-Sowjetischen Krieges wurden im Oktober 1941 die Fabrik Nr. 31 und das SKB-31 mit Gorbunow nach Tiflis evakuiert. Das von Gorbunow in Chimki begonnene Projekt des leichten Bombers Pb-301 wurde wegen des Krieges aufgegeben. Nach Beginn der Massenproduktion der Petljakow Pe-2 war Gorbunow an diesem Projekt nicht mehr beteiligt. Auch entwickelte er einen „weichen“  Kraftstofftank für Flugzeuge, dessen Konstruktion immer noch im Flugzeugbau benutzt wird.
1944 wurde die LaGG-3-Fertigung eingestellt. Das von Gorbunow geleitete KB-31 wurde aus Tiflis in die Wasserflugzeug-Versuchsfabrik Nr. 458 in Iwankowo (seit 1960 vereint mit Dubna am Iwankowoer Stausee) verlagert, um ein Flugzeug mit Düsentriebwerk zu entwickeln.
Während eines Urlaubs fuhr Gorbunow am Sonntag, dem 29. Juli 1945, auf einem Motorboot auf dem Iwankowoer Stausee. Bei einem plötzlichen heftigen Manöver fiel er über Bord und ertrank. Gorbunows Urne wurde im Kolumbarium des Donskoi-Friedhofs beigesetzt.
Gorbunows älterer Bruder Sergei Gorbunow war der Direktor des Flugzeugwerks Nr. 22 in Fili.

## Ehrungen, Preise
- Stalinpreis I. Klasse (1941) für die LaGG-3
- Orden des Roten Banners der Arbeit (2. Juli 1945)